# Le Bureau des mariages
Pour plus de détails, voir Fiche technique et Distribution.
Le Bureau des mariages (Äktenskapsbyrån) est un film suédois réalisé par Victor Sjöström, sorti en 1913.

## Fiche technique
- Titre original : Äktenskapsbyrån
- Titre français : Le Bureau des mariages
- Réalisation et scénario : Victor Sjöström
- Photographie : Julius Jaenzon
- Pays de production : Suède
- Format : Noir et blanc - 1,37:1 - Film muet
- Genre : court métrage
- Durée : 20 minutes
- Date de sortie : 1913

## Distribution
- Victor Lundberg (sv) : Petterkvist
- Helfrid Lambert (sv) : Mme Petterkvist